# Ле-Беаж
Ле-Беа́ж (фр. и окс. Le Béage) — коммуна во Франции, находится в регионе Рона — Альпы. Департамент коммуны — Ардеш. Входит в состав кантона Монпеза-су-Бозон. Округ коммуны — Ларжантьер.
Код INSEE коммуны — 07026.

## Население
Население коммуны на 2008 год составляло 335 человек.
| 1962 | 1968 | 1975 | 1982 | 1990 | 1999 | 2008 |
| ---- | ---- | ---- | ---- | ---- | ---- | ---- |
| 609  | 640  | 531  | 436  | 352  | 337  | 335  |

## Экономика

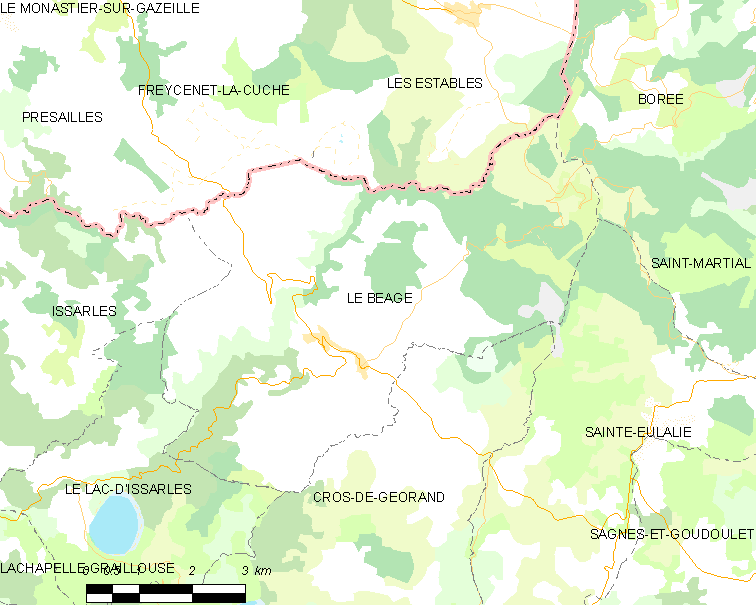
Карта коммуны

В 2007 году среди 194 человек в трудоспособном возрасте (15—64 лет) 143 были экономически активными, 51 — неактивными (показатель активности — 73,7 %, в 1999 году было 68,7 %). Из 143 активных работали 136 человек (80 мужчин и 56 женщин), безработных было 7 (2 мужчин и 5 женщин). Среди 51 неактивных 10 человек были учениками или студентами, 20 — пенсионерами, 21 были неактивными по другим причинам.

## Достопримечательности
- Руины замка Беаж
- Церковь XIX века
  - Крест 1-й четверти XVI века, исторический памятник с 20 октября 1962 года
  - Колокол 1661 года, исторический памятник с 2 марта 1943 года